# Ansible
Ansible, em ficção científica, é uma forma de comunicação superlumínica, inicialmente proposta por Ursula K. Le Guin em seu livro Rocannon's World, de 1966, e usada por vários outros escritores.
Alguns autores propõem que o entrelaçamento quântico poderia ser usado para este tipo de comunicação, mas nosso conhecimento da física indica que isto não é possível.